# Anopsicus banksi
Anopsicus banksi là một loài nhện trong họ Pholcidae. Loài này có ở quần đảo Galapagos.